# Mercedes-Benz SLR McLaren 722 Edition
De Mercedes-Benz SLR McLaren 722 Edition is een speciale editie van de SLR McLaren. De auto werd geïntroduceerd in 2006. De naam is afkomstig van de geschiedenis van Mercedes-Benz, in 1955 won Stirling Moss de Mille Miglia in een Mercedes-Benz 300 SLR met startnummer 722 (duidt starttijd van 7u22 aan). De auto werd geproduceerd met een limiet van 3500. Sinds 2009 werden er 1400 stuks verkocht.

## 722 GT
De Mercedes-Benz SLR McLaren 722 GT is een getunede versie van de 722 Edition die bedoeld is als eenmalige productie van wedstrijdmodellen. De auto's worden geassembleerd door Ray Mallock met toezicht van Mercedes-Benz. De auto weegt 398 kg minder en de motor levert ook meer vermogen, 680 pk en 830 Nm. Er worden maar 21 exemplaren van gemaakt, die allen bedoeld zijn om te racen. De kostprijs per stuk bedraagt ongeveer € 750.000.

## Roadster 722 S
De SLR Roadster 722 S wordt met de hand vervaardigd in de Formule 1-workshop van McLaren in Woking (Engeland). De kap van de roadster - die slechts in 150 exemplaren zal worden gemaakt - opent en sluit in 10 seconden. De motor levert 650 pk - 34 pk meer dan de gewone Roadster - en een koppel van 820 Nm uit de 5.5 liter V8. De acceleratie van 0 naar 100 km/h is in 3,7 seconden voltooid. De sprint vanuit stilstand naar de 200 km/h is voltrokken in 10,6 seconden en de auto haalt 335 km/h.
In 2009 start de productie van de roadster.